# استان کراتیه
استان کراتیه (به لاتین: Kratié Province) یک منطقهٔ مسکونی در کامبوج است که در کامبوج واقع شده‌است. استان کراتیه ۱۱٬۰۹۴ کیلومتر مربع مساحت دارد.